# West Branch (Iowa)
West Branch és una població dels Estats Units a l'estat d'Iowa. Segons el cens del 2000 tenia 2.188 habitants.

## Demografia
Segons el cens del 2000, West Branch tenia 2.188 habitants, 840 habitatges, i 572 famílies. La densitat de població era de 426,7 habitants/km².
Dels 840 habitatges en un 37,6% hi vivien nens de menys de 18 anys, en un 53,7% hi vivien parelles casades, en un 10,5% dones solteres, i en un 31,8% no eren unitats familiars. En el 25,4% dels habitatges hi vivien persones soles el 8,7% de les quals corresponia a persones de 65 anys o més que vivien soles. El nombre mitjà de persones vivint en cada habitatge era de 2,51 i el nombre mitjà de persones que vivien en cada família era de 3,03.
Per edats la població es repartia de la següent manera: un 26,9% tenia menys de 18 anys, un 7,7% entre 18 i 24, un 30,2% entre 25 i 44, un 21,4% de 45 a 60 i un 13,8% 65 anys o més.
L'edat mediana era de 36 anys. Per cada 100 dones de 18 o més anys hi havia 89,3 homes.
La renda mediana per habitatge era de 42.500 $ i la renda mediana per família de 51.667 $. Els homes tenien una renda mediana de 31.949 $ mentre que les dones 26.379 $. La renda per capita de la població era de 19.577 $. Entorn del 4,5% de les famílies i el 4,7% de la població estaven per davall del llindar de pobresa.

## Persones il·lustres
- Herbert Hoover (1874 - 1964), polític President dels Estats Units

## Poblacions més properes
El següent diagrama mostra les poblacions més properes.